# Szlak Nakielski

Szlak Nakielski – czarny znakowany szlak turystyczny w województwie śląskim.

## Charakterystyka
Szlak przebiega na terenie gminy Świerklaniec.

## Przebieg szlaku
- Nakło Śląskie Wapienniki
- Nakło Śląskie
- Jezioro Chechło-Nakło